# صياد السمك الأبقع
صياد السمك أبقع أو خاطف ظله أو رفراف شائع أو صُلَيْلَقَع (الاسم العلمي: Ceryle  rudis) (بالإنجليزية: Pied  Kingfisher) هو طائر ينتمي إلى رفراف الماء (فصيلة: Cerylidae). رأسه قنبري الريش المسطح. ثوبه أبلق الظواهر، أبيض البواطن والصدر والبطن. عنقه وصدره مطوقان بقلادتين نصفيتين لونهما إلى السمرة الفحمية. موطنه آسية الغربية وأفريقية الشرقية والشمالية. يألف الشطوط وجرف الأنهار ومجاري المياه. قوته الأسماك الصغيرة والقشريات والضفادع والحشرات أخصها الجنادب والجراد.

## معرض الصور

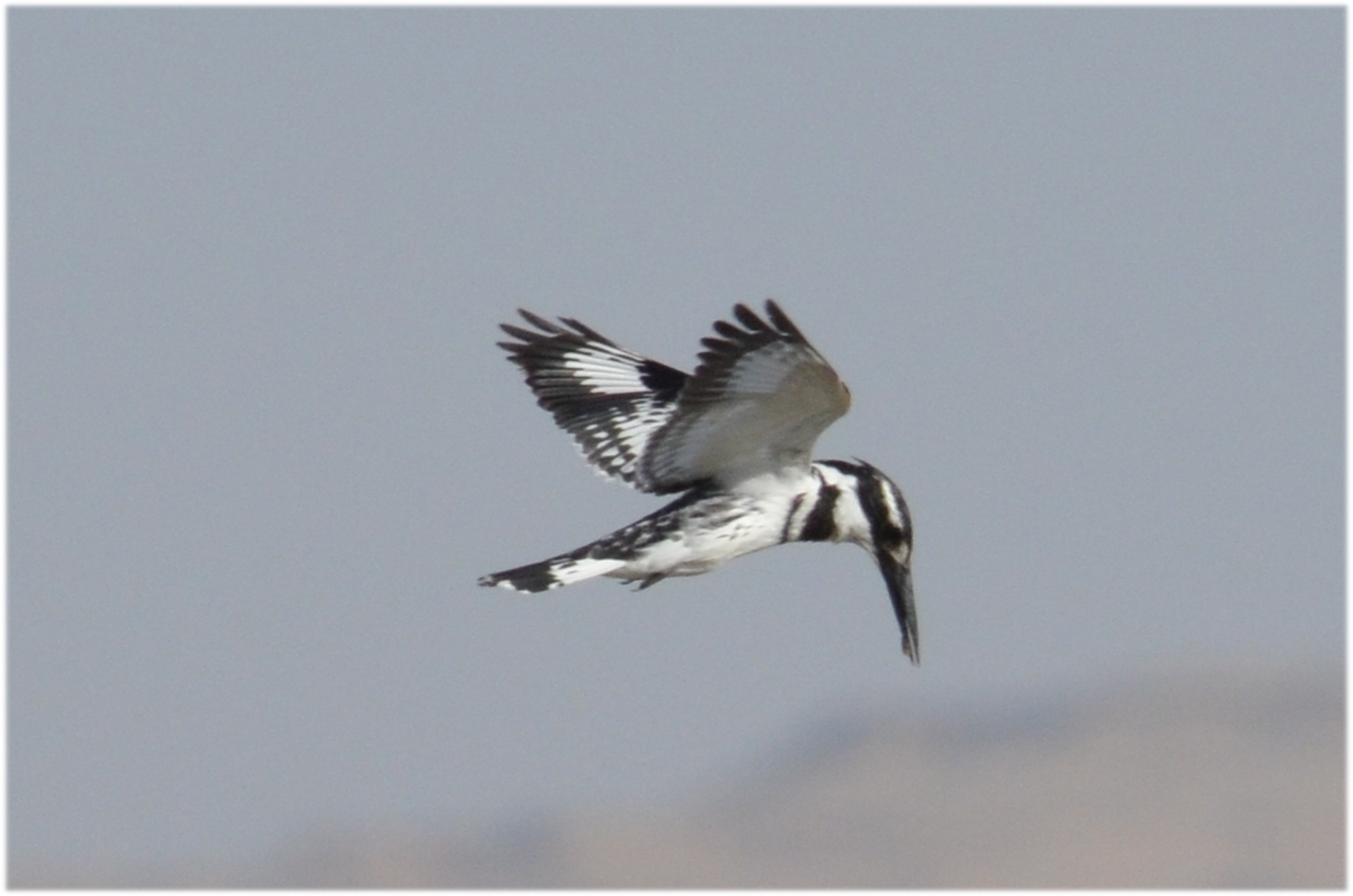
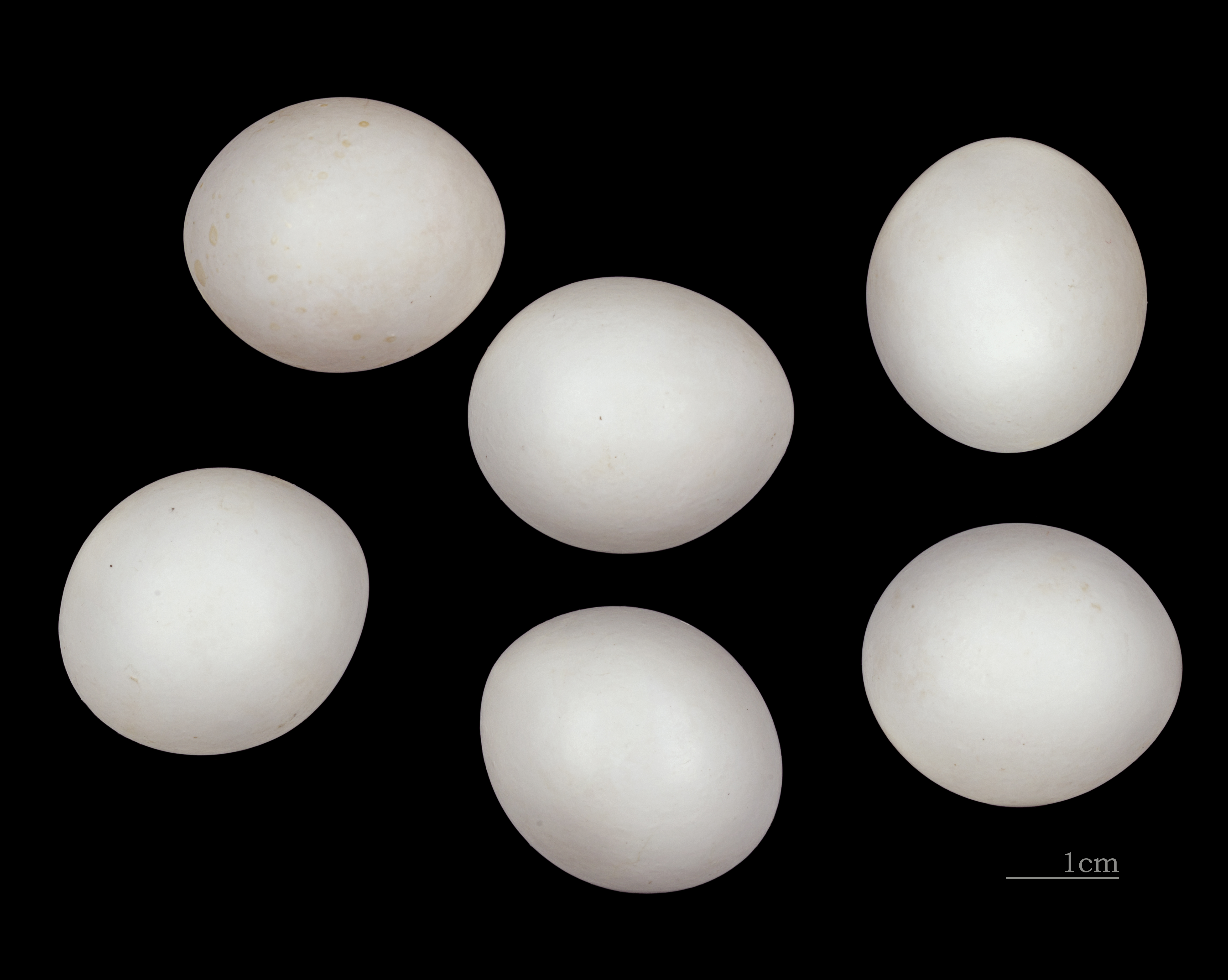
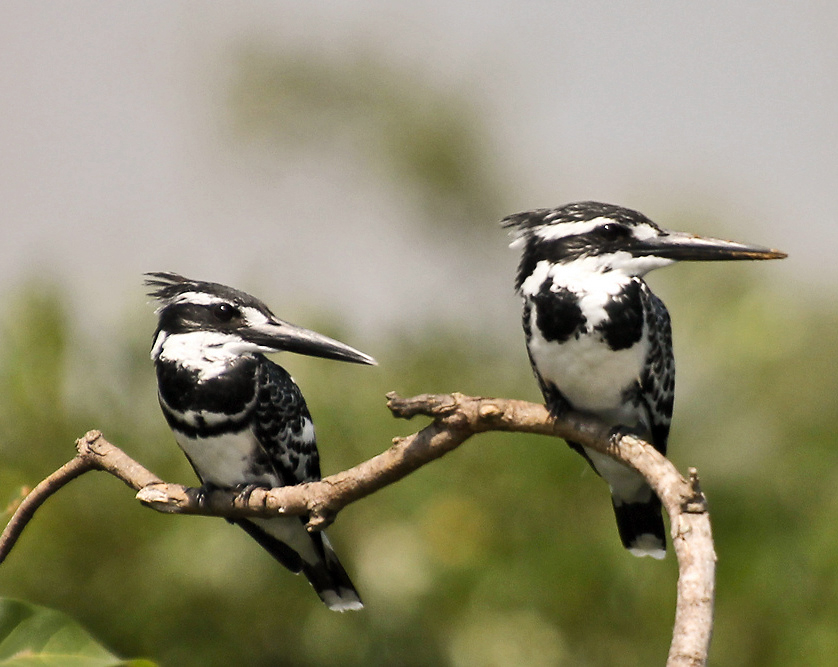